# Llista de diputats al Parlament Europeu en representació d'Itàlia (V Legislatura)

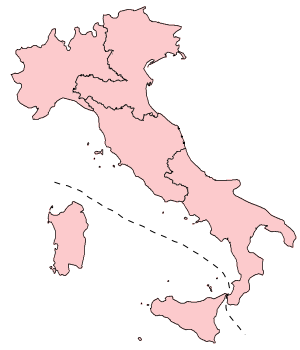
Els cinc districtes electorals per a les eleccions europees.

Llista de diputats al Parlament Europeu en representació d'Itàlia durant la V Legislatura, del període comprès entre el 1999 i el 2004.

## Llista
| Nom i cognom              | Partit Nacional                  | Grup europeu |
| ------------------------- | -------------------------------- | ------------ |
| Generoso Andria           | Força Itàlia                     | PPE          |
| Roberta Angelilli         | Alleanza Nazionale               | UEN          |
| Paolo Bartolozzi          | Força Itàlia                     | PPE          |
| Sergio Berlato            | Alleanza Nazionale               | UEN          |
| Fausto Bertinotti         |                                  | GUE–NGL      |
| Roberto Felice Bigliardo  |                                  | UEN          |
| Guido Bodrato             |                                  | PPE          |
| Emma Bonino               |                                  | No inscrits  |
| Mario Borghezio           |                                  | No inscrits  |
| Enrico Boselli            | Partit Democràtic                | S&D          |
| Giuseppe Brienza          |                                  | PPE          |
| Renato Brunetta           | Força Itàlia                     | PPE          |
| Giorgio Calò              |                                  | ALDE         |
| Marco Cappato             |                                  | No inscrits  |
| Massimo Carraro           | Partit Democràtic                | S&D          |
| Giorgio Celli             | Federació dels Verds             | G–EFA        |
| Luigi Cesaro              | Força Itàlia                     | PPE          |
| Luigi Cocilovo            |                                  | PPE          |
| Armando Cossutta          |                                  | GUE–NGL      |
| Paolo Costa               | Partit Democràtic                | ALDE         |
| Raffaele Costa            | Força Itàlia                     | PPE          |
| Gianfranco Dell'alba      |                                  | No inscrits  |
| Benedetto Della Vedova    |                                  | No inscrits  |
| Marcello Dell'Utri        | Força Itàlia                     | PPE          |
| Luigi Ciriaco De Mita     |                                  | PPE          |
| Giuseppe Di Lello Finuoli |                                  | GUE–NGL      |
| Antonio Di Pietro         |                                  | ALDE         |
| Olivier Dupuis            |                                  | No inscrits  |
| Michl Ebner               | Partit Popular del Tirol del Sud | PPE          |
| Carlo Fatuzzo             |                                  | PPE          |
| Giovanni Claudio Fava     | Partit Democràtic                | S&D          |
| Enrico Ferri              | Força Itàlia                     | PPE          |
| Francesco Fiori           | Força Itàlia                     | PPE          |
| Marco Formentini          |                                  | ALDE         |
| Giuseppe Gargani          | Força Itàlia                     | PPE          |
| Jas Gawronski             | Força Itàlia                     | PPE          |
| Vitaliano Gemelli         |                                  | PPE          |
| Fiorella Ghilardotti      | Partit Democràtic                | S&D          |
| Gian Paolo Gobbo          |                                  | No inscrits  |
| Renzo Imbeni              | Partit Democràtic                | S&D          |
| Vincenzo Lavarra          | Partit Democràtic                | S&D          |
| Giorgio Lisi              | Força Itàlia                     | PPE]         |
| Raffaele Lombardo         | Força Itàlia                     | PPE          |
| Lucio Manisco             |                                  | GUE–NGL      |
| Mario Mantovani           | Força Itàlia                     | PPE          |
| Franco Marini             | Força Itàlia                     | PPE          |
| Claudio Martelli          |                                  | ALDE         |
| Mario Clemente Mastella   | Força Itàlia                     | PPE          |
| Mario Mauro               | Força Itàlia                     | PPE          |
| Pietro Mennea             | Força Itàlia                     | No inscrits  |
| Domenico Mennitti         |                                  | PPE          |
| Reinhold Messner          | Federació dels Verds             | G–EFA        |
| Luisa Morgantini          |                                  | GUE–NGL      |
| Cristiana Muscardini      | Alleanza Nazionale               | UEN          |
| Francesco Musotto         | Força Itàlia                     | PPE          |
| Antonio Mussa             |                                  | UEN          |
| Sebastiano Musumeci       | Alleanza Nazionale               | UEN          |
| Pasqualina Napoletano     | Partit Democràtic                | S&D          |
| Giorgio Napolitano        | Partit Democràtic                | S&D          |
| Giuseppe Nistico          | Força Itàlia                     | PPE          |
| Mauro Nobilia             | Alleanza Nazionale               | UEN          |
| Elena Ornella Paciotti    | Partit Democràtic                | S&D          |
| Marco Pannella            |                                  | No inscrits  |
| Paolo Pastorelli          |                                  | PPE          |
| Giuseppe Pisicchio        |                                  | PPE          |
| Giovanni Pittella         | Partit Democràtic                | S&D          |
| Guido Podestà             | Força Itàlia                     | PPE          |
| Adriana Poli Bortone      | Alleanza Nazionale               | UEN          |
| Giovanni Procacci         |                                  | ALDE         |
| Giorgio Ruffolo           | Partit Democràtic                | S&D          |
| Francesco Rutelli         |                                  | ALDE         |
| Guido Sacconi             | Partit Democràtic                | S&D          |
| Giacomo Santini           | Força Itàlia                     | PPE          |
| Amalia Sartori            | Força Itàlia                     | PPE          |
| Luciana Sbarbati          |                                  | ALDE         |
| Umberto Scapagnini        | Força Itàlia                     | PPE          |
| Mariotto Segni            | Alleanza Nazionale               | UEN          |
| Francesco Enrico Speroni  |                                  | No inscrits  |
| Antonio Tajani            | Força Itàlia                     | PPE          |
| Bruno Trentin             | Partit Democràtic                | S&D          |
| Franz Turchi              | Alleanza Nazionale               | UEN          |
| Maurizio Turco            |                                  | No inscrits  |
| Gianni Vattimo            | Partit Democràtic                | S&D          |
| Walter Veltroni           | Partit Democràtic                | S&D          |
| Luigi Vinci               |                                  | GUE–NGL      |
| Demetrio Volcic           | Partit Democràtic                | S&D          |
| Stefano Zappala           | Força Itàlia                     | PPE          |